# Wódka Żołądkowa Gorzka

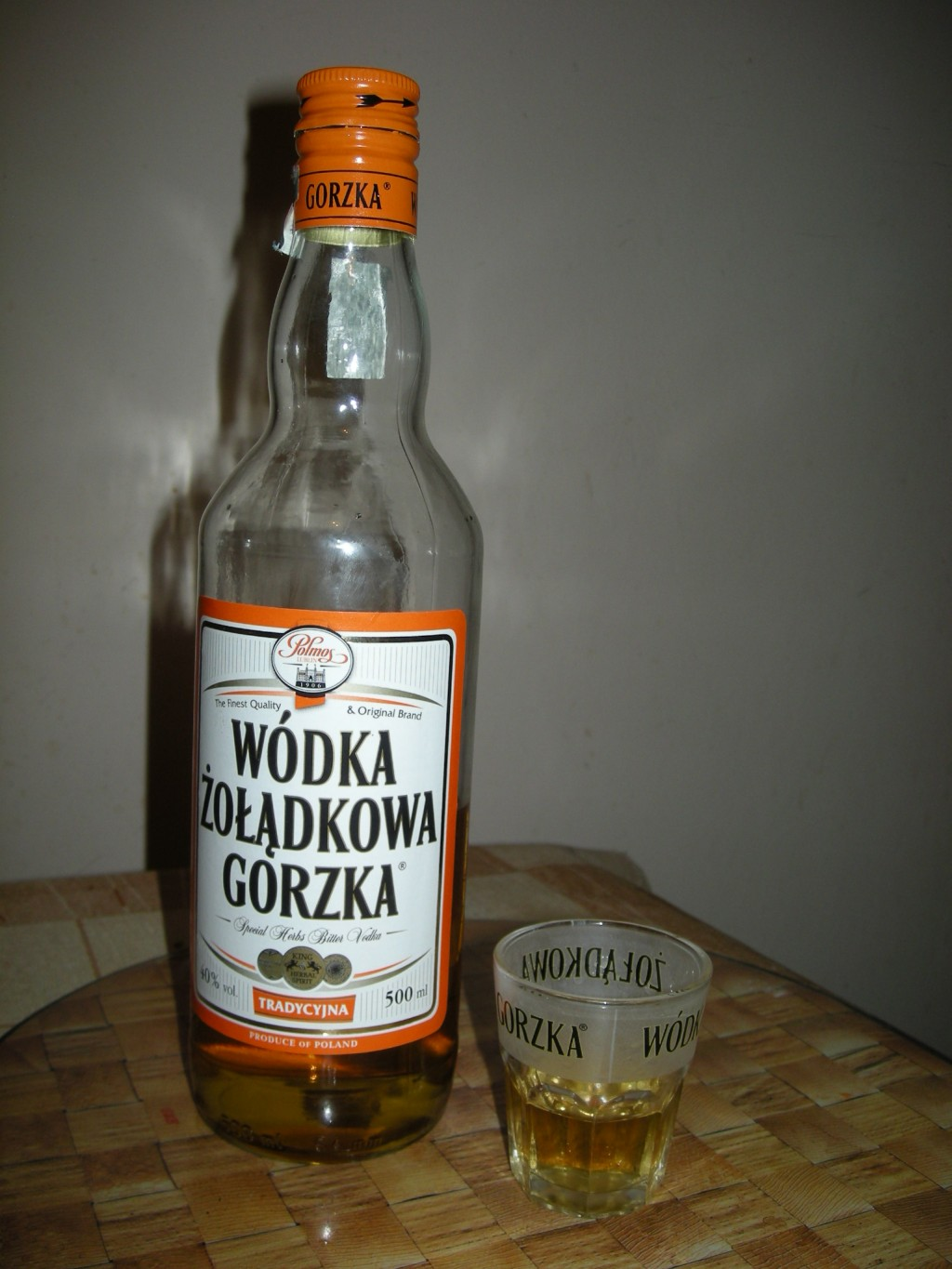
Eine Flasche Wódka Żołądkowa Gorzka (500 ml)

Wódka Żołądkowa Gorzka [ˈvutka ˌʐɔwɔntˈkɔva ˈɡɔʐka] (oft auch einfach Żołądkowa Gorzka oder Żołądkowa) ist ein Kräuter-Wodka aus Polen, die führende Marke von Polmos-Lublin/Stock Polska seit 1956. Der Name bedeutet übersetzt so viel wie „Magenbitter-Wodka“ (von żołądek „Magen“ und gorzka „bitter“).

## Historie
Der Hersteller verwendet seit 1950 eine traditionelle polnische Methode zur Herstellung alkoholischer Getränke: der Maische werden Kräuter beigemengt. Außer in Polen wird die Spirituose im Vereinigten Königreich, den USA, Australien, Kanada, Deutschland und in Spanien vertrieben. Die Marke gewann mehrere Preise, unter anderen den Oskar FMCG 2006 Award, den CoolBrands award, die Goldmedaille bei der Poznan International Fair POLAGRA 2000 und die Monde Selection 2009 (Grand Gold Medal). Im Jahr 2009 veränderte Polmos das Flaschendesign, um es moderner erscheinen zu lassen. Es ist dennoch weiterhin von der traditionellen Flaschenform inspiriert.
Żołądkowa Gorzka steht in der polnischen Tradition des Kräuter- und Fruchtwodka. Ein frühes Beispiel ist Trisz Divinis, der zuerst im 15. Jahrhundert hergestellt worden ist. Er besteht aus einer Auswahl von 27 Kräutern und Früchten und wurde von Melchior Wańkowicz in seinem Essay Tędy i Owędy zuerst beschrieben. Das Marketing behauptet, Wódka Żołądkowa Gorzka verbessere die Verdauung.

## Geschmack
Entgegen seinem Namen ist Żołądkowa Gorzka ein süßer, bernsteinfarbiger Wodka mit einem würzigen Aroma und Kräutergeschmack. Żołądkowa Gorzka wird in verschiedenen Geschmacksvarianten angeboten:
- Traditionell (Żołądkowa Gorzka Tradycyjna). Ein klassischer, spezieller Kräuterbitterwodka.
- Schwarze Kirsche (Żołądkowa Gorzka Czarna Wiśnia).
- Feige (Żołądkowa Gorzka z Figą).
- Mit Pfefferminze (Żołądkowa Gorzka z Miętą), Markteinführung 2005.
- Limette mit Minze (Żołądkowa Gorzka Rześka Limonka z miętą).
- Quitte mit Minze (Żołądkowa Gorzka Rześka Pigwa z miętą).
- Kirsche mit dunkler Schokolade (Żołądkowa Gorzka Delicja Wiśnia z gorzką czekoladą).
- Orientalische Himbeere mit Zimt und Nelken (Żołądkowa Gorzka Orientalna Malina z cynamonem i goździkami).

sowie ehemals:
- mit Honig (Żołądkowa Gorzka z Miodem). Traditionell mit zugesetztem Polnischem Honig. Markteingeführt im Jahr 2006.
- klar/weiß (Wódka Żołądkowa Gorzka Czysta de Luxe). Markteingeführt im Jahr 2007.
- mit Bison-Gras (Wódka Żołądkowa Gorzka na trawie Żubrowej). Markteingeführt im Jahr 2009.

Der Geschmack von Żołądkowa Gorzka ist das Ergebnis einer Kombination von Kräutern mit getrockneten Früchten (während des Prozesses der Mazeration der Kräuter und des Alterns). Die Zutaten umfassen unter anderem Artemisia, Enziane, Pfeffer, Galgant, Gewürznelke, Zimt und Muskatnuss. Die Farbe von Wódka Żołądkowa Gorzka entsteht durch den Zusatz von Karamell. Żołądkowa Gorzka hat einen Alkoholgehalt von 36 %.